# Winnaretta Singer
Winnaretta Singer (Yonkers, New York, 8 de enero de 1865 - Londres, 26 de noviembre de 1943), princesa Edmond de Polignac, fue una importante mecenas musical estadounidense y una de los herederos de la empresa de máquinas de coser Singer Corporation.
Estudió piano y órgano. En 1893 se casó con Edmond de Polignac, homosexual como ella, pudiendo así vivir en libertad cada uno, gracias a esta unión. Ambos compartían pasión por la música y las artes, especialmente la pintura de Monet.
Tenía un salón en Venecia, donde invitaba a Gabriel Fauré. Ayudó a la mayor parte de los músicos de su tiempo, entre ellos los franceses Nadia Boulanger, Emmanuel Chabrier, Jean Françaix, Reynaldo Hahn, Darius Milhaud, Maurice Ravel, Henri Sauguet, Germaine Tailleferre, Jean Wiener, pero también Isaac Albéniz, Manuel de Falla, Igor Markevitch, Kurt Weill, Ethel Smyth, Karol Szymanowski. Los pianistas Ricardo Viñes, Blanche Selva, Clara Haskil, Lili Kraus, Arthur Rubinstein y la bailarina Isadora Duncan también fueron beneficiados por la mecenas. Se reunió también con Olga Álvares Pereira de Melo,  Marquesa de Cadaval.
Encargó numerosas piezas a compositores célebres. Le debemos, entre otras, la creación de Sócrates de Erik Satie, del ballet Renard de Ígor Stravinski, del Retablo de Maese Pedro de Manuel de Falla, o el Concierto para dos pianos y el Concierto para órgano de Francis Poulenc. Ravel le dedicó su célebre Pavana para una infanta difunta.
Durante su vida, Winnaretta Singer ayudó a muchas instituciones sociales como el Ejército de Salvación. En 1928, compró un barco con la artista francesa Madeleine Zillhardt, pareja de la pintora Louise Catherine Breslau, para que fuera un refugio para las personas sin hogar de París. El barco fue nombrado Louise-Catherine en memoria de la pintora. La nave, obra del arquitecto Le Corbusier, se hundió en 2018 en el río Sena en el XIII Distrito de París, a la espera de una rehabilitación.